# Christian Abt
Christian Abt (Kempten, 8 maggio 1967) è un pilota automobilistico tedesco.

## Biografia
Christian Abt non è l'unico pilota nella sua famiglia. Suo padre, Johann Abt era nel 1952 pilota con una moto DKW. Suo fratello, Hans-Jürgen Abt è noto per essere il cofondatore e anche pilota, insieme a Christian, della Abt Sportsline, preparatore dove inizia nella Ford Fiesta Mixed Cup e l'ADAC GT Cup. Il nipote Daniel Abt nel 2013 gareggia in GP2.
Inizia come il padre la carriera nel motocross, per poi continuare in Formula BMW, dove diventa campione nel 1991.
Nel 1992 vince la F3 tedesca nella classifica di cadetteria, cioè la B-Cup.
Nel 1999 vince con Audi la Super Tourenwagen Cup.
Dal 2000 ha lavorato con la squadra Abt Sportsline nel campionato DTM fino al 2003 come team quasi-privato, e a partire dal 2004 con la squadra ufficiale Audi. Dopo le prestazioni deludenti nella stagione 2004, ha ottenuto nel 2005 una macchina della stagione precedente, ma a dimostrazione di essere uno dei migliori piloti degli anni passati, ha concluso il 2005 con la gara di Norisring al secondo posto, dietro a Gary Paffett, e la prima gara a Hockenheim al quarto posto. Alla fine della stagione 2007 del DTM ha concluso la sua carriera nel team DTM Abt.
Ha partecipato nel 2008 alla Porsche Carrera Cup in Germania, che si è tenuta nel DTM. Abt ha vinto il Campionato FIA GT 2009.
Nel 1999 e nel 2000 ha partecipato alla 24 ore di Le Mans.

## Risultati 24 Ore di Le Mans
| Anni | Team                  | Veicolo  | Compagno di squadra | Compagno di squadra | Piazzamento | Causa del ritiro |
| ---- | --------------------- | -------- | ------------------- | ------------------- | ----------- | ---------------- |
| 1999 | Audi Sport UK Ltd.    | Audi R8C | Stefan Johansson    | Stéphane Ortelli    | Ritiro      | Differenziale    |
| 2000 | Audi Sport Team Joest | Audi R8  | Michele Alboreto    | Rinaldo Capello     | 3º          |                  |